# Elisha Standiford
Elisha David Standiford, född 28 december 1831 i Jefferson County i Kentucky, död 26 juli 1887 i Louisville i Kentucky, var en amerikansk demokratisk politiker. Han var ledamot av USA:s representanthus 1873–1875.
Standiford studerade vid Kentucky School of Medicine, var därefter först verksam som läkare och senare som jordbrukare. Standiford efterträdde 1873 Boyd Winchester som kongressledamot och efterträddes 1875 av Edward Y. Parsons.
Standiford avled 1887 och gravsattes på Cave Hill Cemetery i Louisville.